# Łom Bergera
Łom Bergera – nieczynny kamieniołom na Górze Księżej w Krakowie. Znajduje się pomiędzy ulicami Tyniecką i Norymberską a południowo-zachodnim krańcem wzgórza Krzemionek Zakrzowskich. Nazywany jest także Księżą Górą.
Wzniesienie zbudowane jest z uławiconych wapieni pochodzących z jury późnej z dodatkiem margli pochodzących z kredy. W południowo-zachodniej ścianie kamieniołomu wśród wapieni znajduje się odsłonięcie dolomitów. Ma postać soczewki wyklinowującej się na przestrzeni 5 m. Jej oś jest mniej więcej równoległa do nachylonego w tym miejscu uławicenia. Wzniesienie otoczone jest rowami, które w trzeciorzędzie wypełniły się osadami. Jednym z tych rowów płynie niewielki potok. Na wierzchowinie Góry Księżej znajdują się leje krasowe, ale są słabo widoczne, gdyż częściowo wypełnia je zwietrzelina i maskuje roślinność. W wielu miejscach wyrobiska kamieniołomu znajdują się śmieci.
Wapienie na Górze Księżej w dwudziestoleciu międzywojennym wydobywał prywatny przedsiębiorca Żyd Berger. W wyniku tej działalności niewielkie wzniesienie Góry Księżej zostało w dużym stopniu rozebrane. Zniszczona została przy tym Jaskinia Pychowicka na długości 35 m. Jej pozostała część została przez grotołazów odkopana w latach 80. i 90. XX wieku. W 2019 r. wyrobisko kamieniołomu to porośnięty lasem i niezagospodarowany teren. Czasami tworzą się w nim oczka wodne. 
Na Krzemionkach Zakrzowskich wapienie wydobywano od kilkuset lat. Były co najmniej 4 kamieniołomy: Łom Bergera, Skałki Twardowskiego, Kapelanka i Zakrzówek, oraz kilka innych niewielkich łomów. 

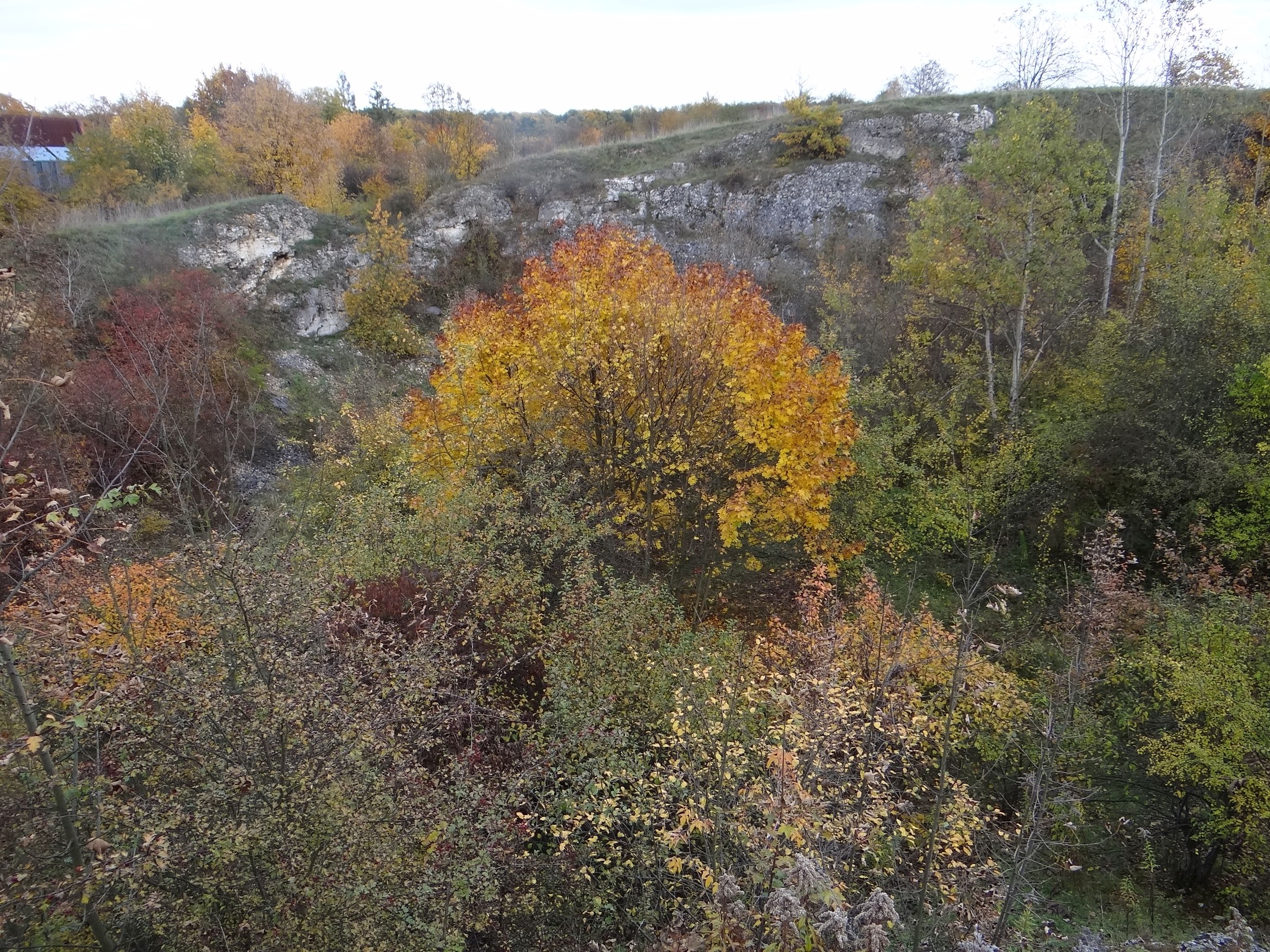
Fragment kamieniołomu
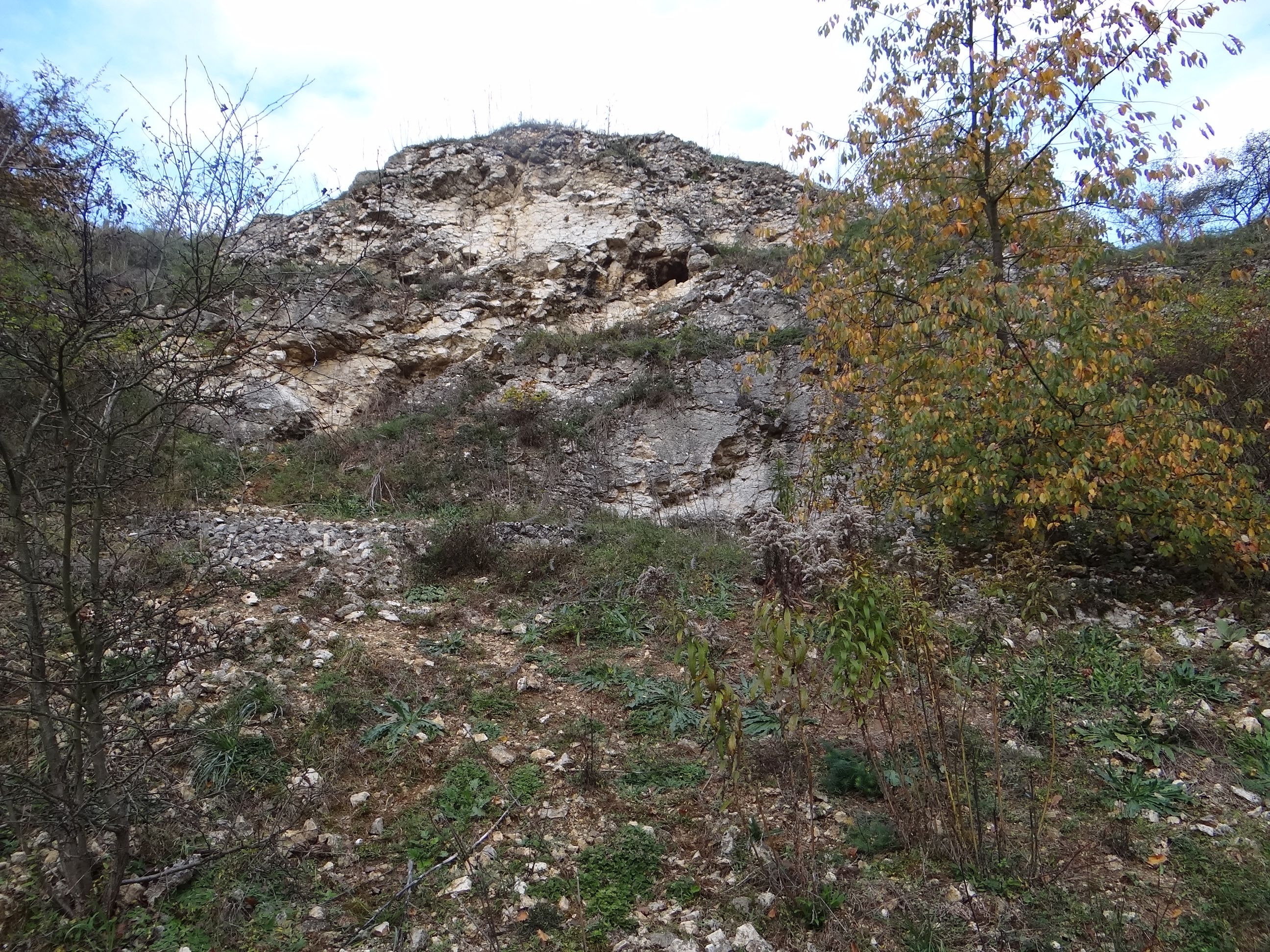
Fragment kamieniołomu
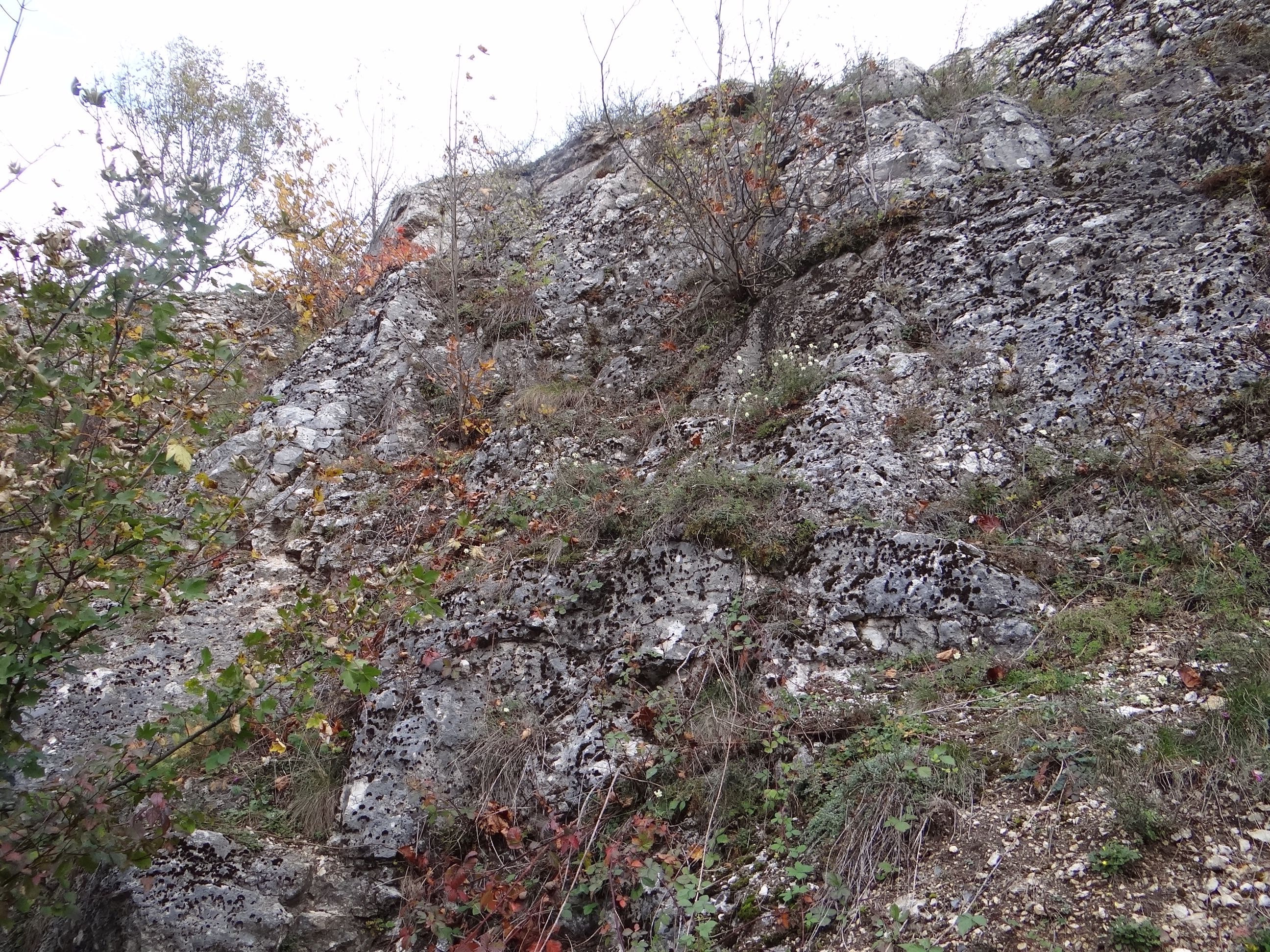
Fragment kamieniołomu
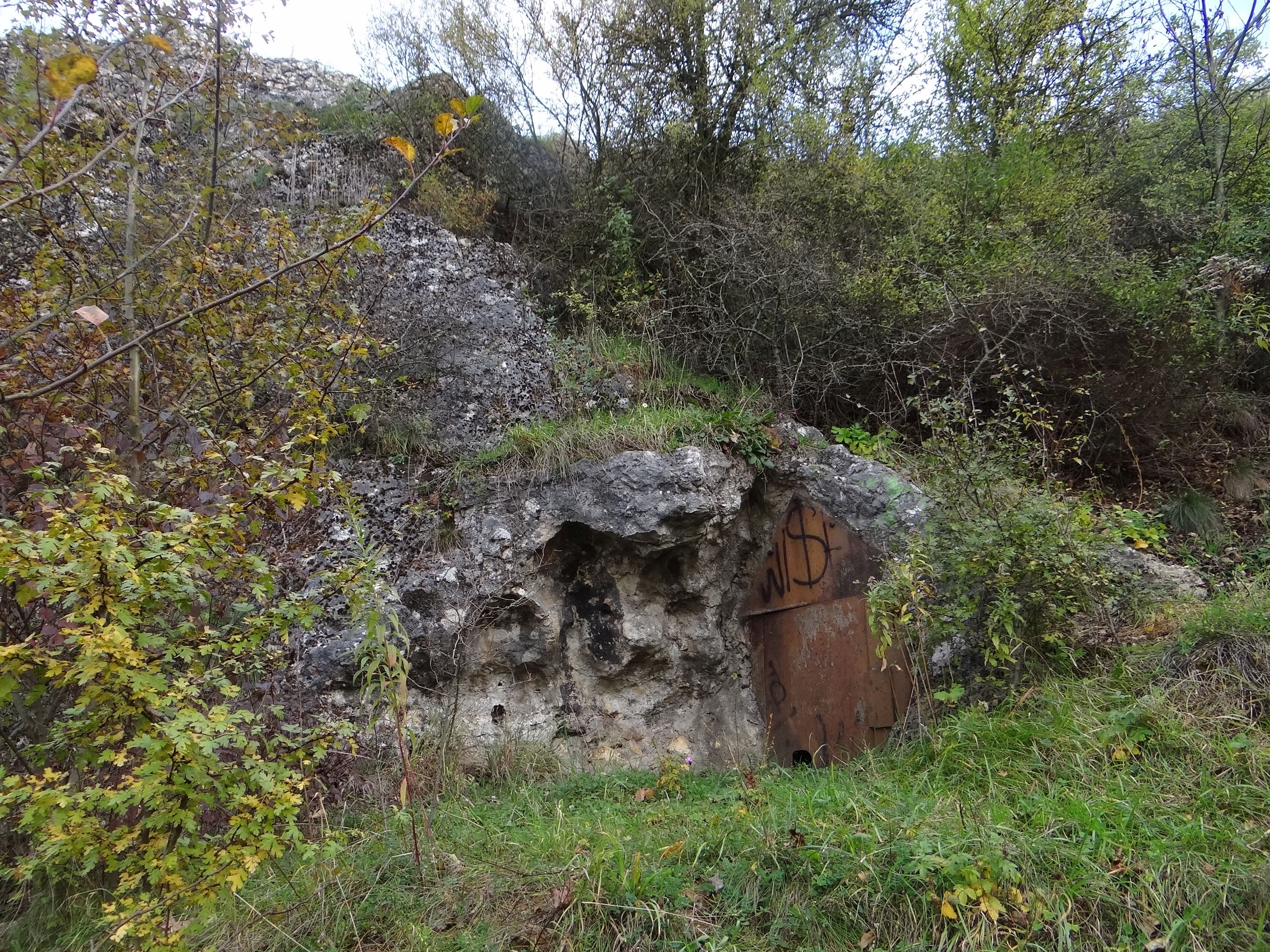
Jaskinia Pychowicka